# クロス円
クロス円（クロスえん）は、外国為替証拠金取引における通貨ペアの内、米ドル以外の通貨と、日本円のペア。米ドルと日本円のペア（ドル円）はドルストレートと呼ばれる。

## 概要
現在、基軸通貨は米ドルとなっている。そのため、米ドル以外の通貨と円を取引する際には、基本的には米ドルを円で購入し、米ドルでその通貨を購入することになる。この手間を省くため、それぞれのレートを掛け合わせることでレートを算出する。

## レートの算出
異なる二つのドルストレートを掛け合わせる。クロス円以外のクロスレートを算出する場合も同様である。具体例としては、ユーロドルとドル円を掛け合わせることでユーロ円が求められる。
【EUR/JPYの算出例、EUR/USD=$1.4000, USD/JPY=\100.00の場合】
```
EUR/JPY = EUR/USD × USD/JPY
```

￥140.00 = $1.4000 × ￥100.00

## 通貨ペアの例
- ユーロ円
- イギリスポンド円
- カナダドル円
- オーストラリアドル円
- ニュージーランドドル円
- スイスフラン円
- 南アフリカランド円